# Liste der Kulturdenkmale in Niederwartha
Die Liste der Kulturdenkmale in Niederwartha umfasst sämtliche Kulturdenkmale der Dresdner Gemarkung Niederwartha. Die Anmerkungen sind zu beachten.
Diese Liste ist eine Teilliste der Liste der Kulturdenkmale in Dresden. 

Diese Liste ist eine Teilliste der Liste der Kulturdenkmale in Sachsen.

## Legende
- Bild: Bild des Kulturdenkmals, ggf. zusätzlich mit einem Link zu weiteren Fotos des Kulturdenkmals im Medienarchiv Wikimedia Commons. Wenn man auf das Kamerasymbol klickt, können Fotos zu Kulturdenkmalen aus dieser Liste hochgeladen werden:
- Bezeichnung: Denkmalgeschützte Objekte und ggf. Bauwerksname des Kulturdenkmals
- Lage: Straßenname und Hausnummer oder Flurstücknummer des Kulturdenkmals. Die Grundsortierung der Liste erfolgt nach dieser Adresse. Der Link (Karte) führt zu verschiedenen Kartendiensten mit der Position des Kulturdenkmals. Fehlt dieser Link, wurden die Koordinaten noch nicht eingetragen. Sind diese bekannt, können sie über ein Tool mit einer Kartenansicht einfach nachgetragen werden. In dieser Kartenansicht sind Kulturdenkmale ohne Koordinaten mit einem roten bzw. orangen Marker dargestellt und können durch Verschieben auf die richtige Position in der Karte mit Koordinaten versehen werden. Kulturdenkmale ohne Bild sind an einem blauen bzw. roten Marker erkennbar.
- Datierung: Baubeginn, Fertigstellung, Datum der Erstnennung oder grobe zeitliche Einordnung entsprechend des Eintrags in der sächsischen Denkmaldatenbank
- Beschreibung: Kurzcharakteristik des Kulturdenkmals entsprechend des Eintrags in der sächsischen Denkmaldatenbank, ggf. ergänzt durch die dort nur selten veröffentlichten Erfassungstexte oder zusätzliche Informationen
- ID: Vom Landesamt für Denkmalpflege Sachsen vergebene, das Kulturdenkmal eindeutig identifizierende Objekt-Nummer. Der Link führt zum PDF-Denkmaldokument des Landesamtes für Denkmalpflege Sachsen. Bei ehemaligen Kulturdenkmalen können die Objektnummern unbekannt sein und deshalb fehlen bzw. die Links von aus der Datenbank entfernten Objektnummern ins Leere führen. Ein ggf. vorhandenes Icon  führt zu den Angaben des Kulturdenkmals bei Wikidata.

## Niederwartha
| Bild                                    | Bezeichnung | Lage                               | Datierung | Beschreibung | ID       |
| --------------------------------------- | --- | ---------------------------------- | --- | --- | -------- |
| Weitere Bilder                          | Wohnhaus des Fährmannes | Am Fährhaus 3 (Karte)              | 1. Hälfte 19. Jh. (Wohnhaus)                                                                                                 | Zeugnis einer der ältesten Elbübergänge der Region, Gebäude war Unterkunft der Fährmeisterfamilie, danach bis 1995 Wohnhaus, heute kleiner Ausschank, ortsgeschichtliche Bedeutung. | 09275291 |
| Weitere Bilder                          | Sachgesamtheit Pumpspeicherwerk Niederwartha mit zahlreichen Einzeldenkmalen                                                                                                  | Am Fährhaus 4 (Karte)              | 1927–1930 (Pumpspeicherwerk)                                                                                                 | Sachgesamtheit Pumpspeicherwerk Niederwartha mit mehreren Einzeldenkmalen: Maschinenhaus (Krafthaus), Betriebs- und Schaltanlagengebäude (Verwaltungsgebäude einschließlich Schaltstation), Mehrzweckgebäude, Umspannstation einschließlich Kompressorenhaus und Einstiegsbauten, unteren Druckrohrleitungen, Schieberhaus, Wasserschlössern, oberen Druckrohrleitungen und Einlaufbauwerk (Einzeldenkmalliste ID-Nr. 09275193); baugeschichtlich, ortshistorisch und technikgeschichtlich sowie künstlerisch bedeutend, zudem singulär.                                              | 09303201 |
| Weitere Bilder                          | Pumpspeicherwerk Niederwartha: Maschinenhaus (Krafthaus), Betriebs- und Schaltanlagengebäude, Mehrzweckgebäude, untere Druckrohrleitungen (Einzeldenkmale zu ID-Nr. 09303201) | Am Fährhaus 4 (Karte)              | 1927–1930 (Pumpspeicherwerk)                                                                                                 | Einzeldenkmale der Sachgesamtheit Pumpspeicherwerk Niederwartha: Maschinenhaus (Krafthaus), Betriebs- und Schaltanlagengebäude (Verwaltungsgebäude einschließlich Schaltstation), Mehrzweckgebäude (Werkstattgebäude), Umspannstation einschließlich Kompressorenhaus und Einstiegsbauten (1960er Jahre), untere Druckrohrleitungen (Triebwasserleitungen); baugeschichtlich, ortshistorisch und technikgeschichtlich sowie künstlerisch bedeutend, zudem singulär. | 09275193 |
| Weitere Bilder                          | Straßenbrücke | Friedrich-August-Straße (Karte)    | bezeichnet 1903 (Straßenbrücke)                                                                                              | Straßenbrücke über den Tännichtgrundbach mit seitlichen Stützmauern; baugeschichtlich und ortsgeschichtlich bedeutend. | 09301682 |
| Weitere Bilder                          | Wohnhaus in offener Bebauung | Friedrich-August-Straße 5 (Karte)  | um 1910 (Wohnhaus) | landhausartiges Gebäude mit Reformarchitekturanklängen, dominiert von hohem Dach und verschaltem Giebel, belebt durch Erker, Teil eines Anfang des 20. Jh. entstandenen Wohngebietes mit Villen und Landhäusern und Zeugnis für die beginnende Verstädterung Niederwarthas zu dieser Zeit, stadtentwicklungsgeschichtlich und baugeschichtlich von Bedeutung. | 09275250 |
| Weitere Bilder                          | Wohnhaus in offener Bebauung mit Einfriedungspfeilern | Friedrich-August-Straße 7 (Karte)  | um 1910 (Wohnhaus) | landhausartiges Gebäude, dominiert von hohem Dach und verschaltem Giebel, Teil eines Anfang des 20. Jh. entstandenen Wohngebietes mit Villen und Landhäusern und Zeugnis für die beginnende Verstädterung Niederwarthas zu dieser Zeit, stadtentwicklungsgeschichtlich und baugeschichtlich von Bedeutung. | 09275249 |
| Weitere Bilder                          | Wohnhaus in offener Bebauung | Friedrich-August-Straße 12 (Karte) | um 1910 (Wohnhaus) | Wohnhaus in offener Bebauung mit Einfriedung und Stützmauer; schlichter, zeittypischer Putzbau mit Turmanbau und steilem Mansarddach, Teil eines Anfang des 20. Jh. entstandenen Wohngebietes mit Villen und Landhäusern und Zeugnis für die beginnende Verstädterung Niederwarthas zu dieser Zeit, stadtentwicklungsgeschichtlich und baugeschichtlich von Bedeutung. | 09275248 |
| Weitere Bilder                          | Mietvilla mit Einfriedungsmauer und Eingangstor | Friedrich-August-Straße 14 (Karte) | 1903, in Wetterfahne bezeichnet 1904 (Mietvilla)                                                                             | malerischer, zeittypischer Mietvillenbau, geprägt von Zierfachwerktürmchen und Holzbalkonen, mit Natursteinsockel und Natursteingliederung, Teil eines Anfang des 20. Jh. entstandenen Wohngebietes mit Villen und Landhäusern und Zeugnis für die beginnende Verstädterung Niederwarthas zu dieser Zeit, stadtentwicklungsgeschichtlich und baugeschichtlich von Bedeutung. | 09275247 |
| Weitere Bilder                          | Villa | Friedrich-August-Straße 18 (Karte) | 1910er Jahre (Villa) | ungewöhnlicher Bau im englischen Landhausstil, Teil eines Anfang des 20. Jh. entstandenen Wohngebietes mit Villen und Landhäusern und Zeugnis für die beginnende Verstädterung Niederwarthas zu dieser Zeit, stadtentwicklungsgeschichtlich und baugeschichtlich von Bedeutung. | 09275246 |
| Weitere Bilder                          | Landhaus mit Nebengebäude | Friedrich-August-Straße 30 (Karte) | um 1890 (Wohnhaus) | Gebäude mit Klinkerfassade, Teil eines Anfang des 20. Jh. entstandenen Wohngebietes mit Villen und Landhäusern und Zeugnis für die beginnende Verstädterung Niederwarthas zu dieser Zeit, stadtentwicklungsgeschichtlich und baugeschichtlich von Bedeutung. | 09275264 |
| Weitere Bilder                          | Villa mit Einfriedung | Friedrich-August-Straße 31 (Karte) | um 1910 (Villa) | stark gestaffeltes, landhausartiges Gebäude, dominiert von hohem, komplexen Dach und variierenden Giebelformen, belebt durch Zierfachwerk, Teil eines Anfang des 20. Jh. entstandenen Wohngebietes mit Villen und Landhäusern und Zeugnis für die beginnende Verstädterung Niederwarthas zu dieser Zeit, stadtentwicklungsgeschichtlich und baugeschichtlich von Bedeutung. | 09275262 |
| Weitere Bilder                          | Wohnhaus mit Vorgarten | Friedrich-August-Straße 36 (Karte) | um 1925 (Wohnhaus) | schlichtes, landhausartiges Gebäude, geprägt von hohem Satteldach und verbrettertem Giebel, Teil eines Anfang des 20. Jh. entstandenen Wohngebietes mit Villen und Landhäusern und Zeugnis für die beginnende Verstädterung Niederwarthas zu dieser Zeit, stadtentwicklungsgeschichtlich und baugeschichtlich von Bedeutung. | 09275263 |
| Weitere Bilder                          | Villa mit Einfriedung | Friedrich-August-Straße 39 (Karte) | um 1900 (Villa) | zeittypischer Villenbau mit schlichter Putzfassade, Mittelrisalit und Schwebgiebeln, Teil eines Anfang des 20. Jh. entstandenen Wohngebietes mit Villen und Landhäusern und Zeugnis für die beginnende Verstädterung Niederwarthas zu dieser Zeit, stadtentwicklungsgeschichtlich und baugeschichtlich von Bedeutung. | 09275258 |
| Weitere Bilder                          | Wohnhaus in offener Bebauung | Friedrich-August-Straße 42 (Karte) | 1930er Jahre (Wohnhaus) | Wohnhaus in offener Bebauung mit Heckeneinfriedung und Stützmauer; schlichtes Wohnhaus mit Putzfassade und traditioneller Gestaltung der 1930er Jahre, Teil eines Anfang des 20. Jh. entstandenen Wohngebietes mit Villen und Landhäusern und Zeugnis für die Verstädterung Niederwarthas zu dieser Zeit, stadtentwicklungsgeschichtlich und baugeschichtlich von Bedeutung. | 09275261 |
| Weitere Bilder                          | Wohnhaus in offener Bebauung mit Stützmauer | Friedrich-August-Straße 44 (Karte) | um 1930 (Wohnhaus) | schlichtes Wohnhaus, giebelständig mit Putzfassade und zeittypischer, traditioneller Gestaltung der 1930er Jahre, Teil eines Anfang des 20. Jh. entstandenen Wohngebietes mit Villen und Landhäusern und Zeugnis für die Verstädterung Niederwarthas zu dieser Zeit, stadtentwicklungsgeschichtlich und baugeschichtlich von Bedeutung. | 09275260 |
| Weitere Bilder                          | Wohnhaus in offener Bebauung und Stützmauer | Friedrich-August-Straße 46 (Karte) | um 1930 (Wohnhaus) | schlichtes, giebelständiges Wohnhaus mit Putzfassade und traditioneller Gestaltung der 1930er Jahre, Teil eines Anfang des 20. Jh. entstandenen Wohngebietes mit Villen und Landhäusern und Zeugnis für die Verstädterung Niederwarthas zu dieser Zeit, stadtentwicklungsgeschichtlich und baugeschichtlich von Bedeutung. | 09275259 |
| Weitere Bilder                          | Villa mit Stützmauer | Friedrich-August-Straße 48 (Karte) | um 1910 (Villa) | repräsentativer Villenbau, geprägt von Zierfachwerk, Erkern und Turmanbauten, mit Jugendstilanklängen, Teil eines Anfang des 20. Jh. entstandenen Wohngebietes mit Villen und Landhäusern und Zeugnis für die Verstädterung Niederwarthas zu dieser Zeit, stadtentwicklungsgeschichtlich und baugeschichtlich von Bedeutung. | 09275256 |
|                                         | Stützmauer | Friedrich-August-Straße 50 (Karte) | | Mauer aus unverputztem Naturstein, straßenbildprägend und Teil eines Anfang des 20. Jh. entstandenen Wohngebietes mit Villen und Landhäusern. | 09275257 |
| Weitere Bilder                          | Wohnhaus in offener Bebauung und Stützmauer | Friedrich-August-Straße 52 (Karte) | 1920er Jahre (Wohnhaus) | schlichtes, giebelständiges Wohnhaus mit Putzfassade und traditioneller, zeittypischer Gestaltung, Teil eines Anfang des 20. Jh. entstandenen Wohngebietes mit Villen und Landhäusern und Zeugnis für die Verstädterung Niederwarthas zu dieser Zeit, stadtentwicklungsgeschichtlich und baugeschichtlich von Bedeutung. | 09275255 |
| Weitere Bilder                          | Bauernhaus mit Scheune und Hofmauer | Grunaweg 1 (Karte)                 | bezeichnet 1845 (Scheune) | Gebäude teilweise verputzt bzw. Fachwerk, als Zeugnis der historischen Dorfstrukturen Niederwarthas baugeschichtlich und ortsgeschichtlich von Bedeutung. | 09275243 |
| Weitere Bilder                          | Wohnstallhaus eines Dreiseithofes | Grunaweg 3 (Karte)                 | 1. Hälfte 19. Jahrhundert (Wohnstallhaus), 1. Hälfte 19. Jahrhundert (Bauernhof)                                             | Wohnstallhaus und Scheune sowie Toranlage eines Dreiseithofes; Wohnstallhaus teilweise mit Fachwerkobergeschoss, Bauernhof als Zeugnis der historischen Dorfstrukturen Niederwarthas baugeschichtlich und ortsgeschichtlich von Bedeutung. | 09275244 |
| Weitere Bilder                          | Wohnhaus eines Dreiseithofes | Hermann-Große-Straße 3 (Karte)     | 1842 (bezeichnet über Hauseingangstür), um 1750 (Auszugshaus), um 1750 (Scheune), bezeichnet an Giebelseite 1910 (Waschhaus) | Wohnhaus, Seitengebäude, Waschhaus und Scheune eines Dreiseithofes; markantes ländliches Anwesen aus der zweiten Hälfte des 18. Jahrhunderts und dem 19. Jahrhundert, Seitengebäude (Auszugshaus) und Scheune mit Fachwerk, an Ostseite gelegenes Wohnhaus mit verbrettertem Obergeschoss, Gehöft vollständig und weitgehend ursprünglich erhalten, bauhistorisch und ortsgeschichtlich bedeutend. | 09275245 |
| Weitere Bilder                          | Hofgebäude | Meißner Straße 35 (Karte)          | 1870er Jahre (Wohnhaus) | ehem. Sitz der Ortsverwaltung, ländliches Gebäude der Gründerzeit mit schlichter Putzfassade und Natursteinsockel und Natursteingewänden, baugeschichtlich und ortsgeschichtlich von Bedeutung. | 09275242 |
|                                         | Doppelwohnhaus mit Stützmauer | Meißner Straße 43; 45 (Karte)      | 1890er Jahre (Doppelwohnhaus)                                                                                                | repräsentativer Wohnbau mit reichlich historisierendem Dekor, Obergeschoss mit Klinkerfassade, Erdgeschoss verputzt, straßenbildprägend, baugeschichtlich von Bedeutung. | 09275251 |
| Weitere Bilder                          | Villa | Meißner Straße 51 (Karte)          | bezeichnet 1919 (Villa) | Villa mit länglichem Gebäudetrakt und Verwalterwohnhaus mit Garagen; Verwalterwohnhaus an der Straße gelegen mit holzverschaltem Obergeschoss und Balkonanbau, oben auf dem Hang das Villengebäude im Landhaus- und Reformstil mit dominierendem Mansardwalmdach und variierenden Anbauten, daran anschließend ein langer Gebäudetrakt, baugeschichtlich von Bedeutung. | 09275253 |
|                                         | Wohnhaus in offener Bebauung mit Nebengebäude | Oberwarthaer Straße 4 (Karte)      | um 1910 (Wohnhaus) | Landhaus im Reformstil der Zeit um 1910, kleines, vollständig holzverschaltes Gebäude, baugeschichtlich von Bedeutung. | 09275254 |
| Direkt Bild zu diesem Denkmal hochladen | Forstgrenzstein | Tännichtgrundstraße (Karte)        | 18. Jh. (Grenzstein) | Forstgrenzstein; Stele mit Kurschwerten, geschichtlich bedeutend. | 09275502 |
| Weitere Bilder                          | Straßenbrücke über den Tännichtgrundbach | Tännichtgrundstraße (Karte)        | 19. Jh. (Straßenbrücke) | aus Syenitblöcken, führt zur Oberen Mühle, ortsgeschichtlich von Bedeutung | 09275235 |
| Weitere Bilder                          | Wohnhaus in offener Bebauung mit Stützmauer | Tännichtgrundstraße 4 (Karte)      | 1890er Jahre (Wohnhaus) | zeittypischer, historisierender Klinkerbau, rot mit gelbem Klinkerdekor, baugeschichtlich von Bedeutung | 09275232 |
|                                         | Obere Mühle | Tännichtgrundstraße 18 (Karte)     | 1843 (Wohnhaus) | Wohnhaus mit angebauten Gewerbegebäude, Nebengebäude mit Uhrturm, Mühlenmodelle im Garten, Schauer, Mühlgraben sowie Mühlteich mit Überlauf und Wehr; Hauptgebäude der Mühle dient heute Wohnzwecken, Sägemühle bis heute sporadisch und elektrisch betrieben, 1842 als Mahl- und Schneidemühle errichtet, Gewerbegebäude mit verbrettertem Fachwerkobergeschoss, baugeschichtlich, technikgeschichtlich und ortsgeschichtlich bedeutend. | 09275234 |
| Weitere Bilder                          | Wegestein | Weistropper Straße (Karte)         | um 1830 (Wegestein) | Stele mit gestaltetem Abschluss und Inschrift (Wildberg und Meißen sowie Weistropp und Wilsdruff einschl. Richtungsweiser), ortsgeschichtlich und verkehrsgeschichtlich bedeutend. | 09275236 |
| Weitere Bilder                          | Wegestein | Weistropper Straße (Karte)         | bezeichnet 1832 (Wegestein)                                                                                                  | Stele mit gestaltetem Abschluss und Inschrift zu Weistropp und Oberwartha, ortsgeschichtlich und verkehrsgeschichtlich bedeutend. | 09275252 |
| Weitere Bilder                          | Gasthof Niederwartha | Weistropper Straße 2 (Karte)       | 1898/1899 (Gasthof) | Gasthof mit Ballsaalanbau; repräsentativer Dorfgasthof auf einem der ältesten Grundstücke Niederwarthas, Ende des 19. Jh. erweitert und umgebaut, bauzeitlich erhaltener Ballsaal, ortsbildprägend, baugeschichtlich und ortsgeschichtlich von Bedeutung. 1397 erstmals erwähnt, auch Recht auf Fährbetrieb für die damals einzige Flussquerung zwischen Dresden und Meißen, im 19. Jh. als „Brauschänkengut“ beliebtes Ausflugslokal, später erweitert, erst nach 1990 erneut gastronomisch bewirtschaftet, seit 1994 als mittelalterliche Erlebnisgaststätte „Zarenkeller“ geführt. | 09275241 |
| Weitere Bilder                          | Untere Mühle; Reibigmühle (ehem.) | Weistropper Straße 3 (Karte)       | nach 1750 (Mühle), 1894 Bäckerei (Bäcker)                                                                                    | Ehemalige Mühle (mit Bäckerei) und Mühlgraben; Mühle schon im 14. Jh. erwähnt, 1894 umfassender Umbau zu Mühle mit Bäckerei, ab 1927 als „Reibig-Mühle“ bis 1960 in Betrieb, Hauptgebäude seit 2010 Wohnhaus, Mühlgraben mit verbrettertem Überbau; baugeschichtlich, technikgeschichtlich und ortsgeschichtlich bedeutend. | 09275231 |
|                                         | Wohnstallhaus und Seitengebäude eines Dreiseithofes | Weistropper Straße 4 (Karte)       | bezeichnet 1832 (Wohnstallhaus), bezeichnet 1829 (Seitengebäude), bezeichnet 1825 (Scheune)                                  | Wohnstallhaus, Seitengebäude, Scheune (Ruine), Toreinfahrt, Stützmauern und Einfriedungen eines Dreiseithofes; bedeutsames bäuerliches Anwesen aus der ersten Hälfte des 19. Jahrhunderts, weitgehend authentisch erhalten, als Zeugnis ländlicher Architektur und Volksbauweise und der historischen Dorfstruktur Niederwarthas baugeschichtlich und ortsgeschichtlich von Bedeutung. | 09275240 |
| Weitere Bilder                          | Wohnhaus und Auszugshaus eines Vierseithofes | Weistropper Straße 6 (Karte)       | bezeichnet 1803 (Bauernhaus)                                                                                                 | Wohnhaus, Auszugshaus, Teile der Einfriedung und Stützmauer eines Vierseithofes; Fachwerkwohnhaus im Schlussstein bezeichnet mit 1803 und im Giebel mit 1856, bedeutsames bäuerliches Anwesen aus der ersten Hälfte des 19. Jahrhunderts, als Zeugnis ländlicher Architektur und Volksbauweise und der historischen Dorfstruktur Niederwarthas baugeschichtlich und ortsgeschichtlich von Bedeutung. | 09275239 |
| Weitere Bilder                          | Wohnhaus | Weistropper Straße 8 (Karte)       | 1. Hälfte 19. Jh. (Wohnhaus)                                                                                                 | ländliches Fachwerkwohnhaus, baugeschichtlich von Bedeutung | 09275238 |
| Weitere Bilder                          | Wohnhaus, Scheune und Toreinfahrt eines Bauernhofes | Weistropper Straße 10 (Karte)      | bezeichnet 1838 (Bauernhaus), bezeichnet 1838 (Bauernhof)                                                                    | Wohnhaus bezeichnet im Schlussstein, Fachwerkscheune, Toreinfahrt bezeichnet mit Inschriftentafel, bedeutsames bäuerliches Anwesen aus der ersten Hälfte des 19. Jahrhunderts, weitgehend authentisch erhalten, als Zeugnis ländlicher Architektur und Volksbauweise und der historischen Dorfstruktur Niederwarthas baugeschichtlich und ortsgeschichtlich von Bedeutung. | 09275237 |

## Ausführliche Denkmaltexte
1. 1 2  
Sachgesamtheit Pumpspeicherwerk Niederwartha mit Einzeldenkmalen: Maschinenhaus (Krafthaus), Betriebs- und Schaltanlagengebäude (Verwaltungsgebäude einschließlich Schaltstation), Mehrzweckgebäude (Werkstattgebäude), Umspannstation einschließlich Kompressorenhaus und Einstiegsbauten (1960er Jahre), unteren Druckrohrleitungen (Triebwasserleitungen), Schieberhaus (Apparatehaus, Drosselklappenhaus), Wasserschlössern, oberen Druckrohrleitungen (Triebwasserleitungen) und Einlaufbauwerk, des Weiteren mit Fläche des Werksgeländes, unterem Speicherbecken (Unterbecken) und oberem Speicherbecken (Oberbecken) (Sachgesamtheitsteile), dazu die Technik aus den 1950er und 1960er Jahren insbesondere im Krafthaus, Verwaltungsgebäude, Drosselklappenhaus und Einlaufbauwerk; nach Entwürfen des Architekten Emil Högg errichtet, erstes leistungsstarkes reines Pumpspeicherwerk der Welt, galt als eine technische Pionierarbeit, eine der markantesten Industriearchitekturen von Dresden; nach dem Zweiten Weltkrieg Demontage der technischen Anlagen als Reparationsleistung an die Sowjetunion, Wiederaufbau 1957–1960; baugeschichtlich, ortshistorisch und technikgeschichtlich sowie künstlerisch bedeutend, zudem singulär.